# Priargunszki járás
A Priargunszki járás (oroszul Приаргунский район) járás Oroszország Bajkálontúli határterületén. Székhelye Priargunszk.
A járást 1962-ben hozták létre. 

## Népessége
- 2002-ben 26 959 lakosa volt.
- 2010-ben 21 831 lakosa volt.